# Paul Hébert (színművész)
Paul Hébert (Thetford Mines, Québec, 1924. május 28. – Québec, 2017. április 20.) kanadai színész.

## Filmjei

### Mozifilmek
- Wolfe and Montcalm (1957, rövidfilm)
- Dubois et fils (1961)
- Louis-Hippolyte Lafontaine (1962, rövidfilm)
- Georges-Étienne Cartier: The Lion of Québec (1962, rövidfilm)
- Alexander Galt: The Stubborn Idealist (1962, rövidfilm)
- The Luck of Ginger Coffey (1964)
- Regards sur l'occultisme (2e partie) - Science et esprits (1965, hang)
- A boldog Leopold (La vie heureuse de Léopold Z) (1965)
- Mouchette (1967)
- C'est pas la faute à Jacques Cartier (1968)
- My Side of the Mountain (1969)
- Le martien de Noël (1971)
- Les jours gris (1974)
- Sokat akar a szarka... (Un éléphant ça trompe énormément) (1976)
- De jour en jour (1981)
- Les beaux souvenirs (1981)
- Les yeux rouges (1982)
- Le dernier havre (1986)
- Les fous de Bassan (1987)
- En silence (1987, rövidfilm)
- Les tisserands du pouvoir II: La Révolte (1988)
- La nuit avec Hortense (1988)
- Jalna (1994)
- Nürnberg (2000)
- Gyóntatószék (Le confessionnal) (1995)
- L'oreille d'un sourd (1996)
- Quand je serai parti... vous vivrez encore (1999)
- L'écarté (2000, rövidfilm)
- The Book of Eve (2002)
- La neuvaine (2005)
- Sur la terre comme au ciel (2007, rövidfilm)
- Route 132 (2010)

### Tv-filmek
- À chacun son la (1965)
- Les compagnons de Baal (1968)
- La mort d'Ivan Ilitch (1974)
- Les incorrigibles (1980)
- Laurier (1984)
- Les tisserands du pouvoir (1988)
- Des amis pour la vie (1988)
- Desjardins (1990)

### Tv-sorozatok
- 14, rue de Galais (1954)
- Pépé le cowboy (1958, hang)
- Sous le signe du lion (1960)
- La balsamine (1962)
- Ti-Jean caribou (1963)
- Rue de l'anse (1963)
- Monsieur Lecoq (1964)
- Le bonheur des autres (1965)
- D'Iberville (1967, egy epizódban)
- Les Globe-trotters (1968, egy epizódban)
- Les belles histoires des pays d'en haut (1968, egy epizódban)
- Le paradis terrestre (1968)
- Les brigades du Tigre (1976, 1978, két epizódban)
- Race de monde (1978)
- Les girouettes (1982)
- Le temps d'une paix (1984–1985, hat epizódban)
- Bonjour docteur (1987)
- Avec un grand A (1986, 1990, három epizódban)
- Cormoran (1990)
- La montagne du Hollandais (1992)
- Les grands procès (1993, egy epizódban)
- Sauve qui peut! (1997)
- Nos étés (2005, négy epizódban)